# Villy-le-Haut
Villy-le-Haut is een dorp in de Franse gemeente Avesnes-en-Val in het departement Seine-Maritime in Normandië. Het plaatsje ligt in oosten van de gemeente, zo'n 2,5 kilometer ten zuidoosten van het dorpscentrum van Avesnes.

## Geschiedenis
De plaats heette vroeger ook Cottecotte of Caudececotte. Caudecotte had een hulpkerk van de parochie van Villy, dat drie kilometer ten noorden ligt. Op de 18de-eeuwse Cassinikaart is het plaatsje aangeduid als Caudecotte. Vanaf het eind van de 18de eeuw kwam de naam Villy-le-Haut meer in gebruik, ter onderscheid met de lager gelegen plaats Villy-le-Bas waarvan het afhankelijk was.
Op het eind van het ancien régime op het eind van de 18de eeuw, toen de gemeenten werden gecreëerd, werd Villy-le-Haut een afzonderlijke gemeente, waartoe ook de gehuchten Maisoncelle en Feuilloy behoorden.. Waar Villy-le-Bas werd ondergebracht in het kanton Criel (later het kanton Eu) werd de gemeente Villy-le-Haut ondergebracht in het kanton Envermeu.
In 1825 werd de gemeente echter al opgeheven en net als Saint-Aignan toegevoegd aan buurgemeente Avesnes (in 1902 hernoemd tot Avesnes-en-Val).

## Bezienswaardigheden
- De Église Notre-Dame

Aigumont · Avesnes-en-Val · Blanques · Feuilloy · Maisoncelle · Règnetuit · Saint-Aignan · Villy-le-Haut